# Unione Sportiva Orbetello
L'Unione Sportiva Orbetello, meglio nota come Orbetello, è una società calcistica italiana, con sede nella città di Orbetello.
Nella stagione 2025/2026 parteciperà al campionato di promozione Toscana, sesta divisione del campionato italiano, dopo trenta anni di lunga attesa.

## Storia
La società venne fondata principalmente dalla fusione di Audace FBC Orbetello e Virtus Orbetello, squadre che iniziarono la loro attività calcistica a carattere amichevole nel 1908, e dall'Arditas Orbetello.
Nel 1921-22 fa il suo esordio nei campionati FIGC.
Negli anni quaranta disputò sette campionati di Serie C negli anni compresi fra il 1939 ed il 1948, dopo aver vinto la Coppa Toscana di Prima Divisione nella stagione 1938-1939.
Nel 1953-1954 vince il girone B di Promozione Toscana e il girone finale regionale, laureandosi campione toscano di categoria. Nel 1954-1955 il "rullo compressore", così era stata ribattezzata ai quei tempi la squadra, torna a disputare sebbene per una sola stagione un campionato nazionale, la Quarta Serie.
Ha poi militato in Serie D per tutti gli anni settanta a partire dalla stagione 1971-1972 disputando il suo ultimo campionato "nazionale" in occasione dell'Interregionale 1982-1983.
Dagli anni ottanta in poi ha sempre militato nei campionati regionali toscani, disputando la sua ultima stagione nel massimo livello regionale (all'epoca denominato Promozione) nella stagione 1986-1987.
Ha militato ininterrottamente nel campionato di Prima Categoria dalla stagione 1994-1995 alla stagione 2002-2003, campionato in seguito al quale è retrocessa per la prima volta in Seconda Categoria dopo essersi classificata quindicesima, penultima con 18 punti, e perdendo nel doppio confronto play-out con la Nuova Grosseto.
Nella stagione 2003-2004 si è classificata al secondo posto del campionato di Seconda Categoria e dopo gli spareggi prima con il Settimello e poi con il Lajatico si è subito riguadagnato il ritorno in Prima Categoria. Dal 2004-2005 al 2012-2013 ha militato continuamente in Prima Categoria, stagione in cui è retrocessa in Seconda Categoria.
Nella stagione 2019-2020, a sei giornate dalla fine del torneo regolare, è seconda in classifica nel campionato di Seconda Categoria, a due punti dal primo posto, prima che il campionato venga chiuso anticipatamente a causa dell'emergenza Covid-19. Tale piazzamento sarà successivamente cristallizzato dagli organi federali e la squadra nel luglio 2020 è ripescata ufficialmente in Prima Categoria, tornando a disputare il campionato dal quale mancava dal 2012.
Nella stagione 2021-2022 si è classificata al 9º posto (su 13 squadre) del girone H della Prima Categoria Toscana, piazzamento che non le ha impedito la disputa dei play-out per non retrocedere. Nella post-season, la squadra lagunare si è garantita il diritto alla permanenza in categoria al termine dei play-out disputati con l'Argentario, battuto nella gara di andata in trasferta con il risultato di 3-2 e poi impattando 2-2 nella gara di ritorno giocata al "Vezzosi".
Nella stagione 2022-2023 si classifica al 14º posto del girone C di Prima Categoria Toscana. Retrocede in Seconda Categoria dopo la sconfitta per 2-1 nel Play Out sul campo del San Vincenzo.
Nella stagione 2023-2024 si classifica al 2º posto del girone G di Seconda Categoria Toscana. Vince i play-off del proprio girone battendo il Sorano 2-1 e successivamente vince anche lo spareggio intergirone giocato sul neutro di San Vincenzo contro i fiorentini dell'Audace Legnaia, superati 3-0. Nel luglio 2024 è ufficialmente ripescato in Prima Categoria Toscana.
Nella stagione 2024-2025, sempre sotto la guida dell'allenatore Daniele Federici, la squadra parte ancora una volta con l'obiettivo della promozione. Dopo essersi subito imposta come la formazione più quotata del torneo e aver guidato per larga parte la classifica (con una sola flessione nel mese di novembre), il 30 marzo l'Orbetello batte in casa per 1-0 il Lornano Badesse, vincendo il campionato: Erik Laghigna è l'autore, al 22' del secondo tempo, della rete che permette ai lagunari di tornare a vincere un campionato dopo sessant'anni e ottenere, dopo più di trenta anni, il passaggio in Promozione Toscana.

## Palmarès

### Competizioni regionali
- Promozione: 1

1953-1954 (girone B)
- Seconda Categoria: 1

1965-1966 (girone F)
- Prima Divisione Toscana: 1

1951-1952 (girone B)
- Prima Divisione: 1 Coppa Toscana

1938-1939
- Prima Categoria Toscana: 1

2024-2025 (girone C)
- Campionato italiano di terza divisione: 1

1922-1923

### Altri piazzamenti
- Promozione:

Secondo posto: 1952-1953 (girone B), 1970-1971
- Serie C:

Ottavo posto: 1942-1943 (girone I)
- Serie D:

Settimo posto: 1974-1975 (girone D)

## Statistiche e record

### Partecipazione ai campionati
| Categoria         | Partecipazioni | Debutto   | Ultima stagione |
| ----------------- | -------------- | --------- | --------------- |
| C                 | 8              | 1939-1940 | 1954-1955       |
| D                 | 14             | 1948-1949 | 1982-1983       |
| Eccellenza        | 23             | 1950-1951 | 1986-1987       |
| Promozione        | 7              | 1987-1988 | 2025/2026       |
| Prima Categoria   | 22             | 1991-1992 | 2024-2025       |
| Seconda Categoria | 10             | 1965-1966 | 2023-2024       |

## Tifosi
Il primo nucleo di tifosi organizzati nasce intorno alla fine degli anni Sessanta con la fondazione del club "Alé Lagunari" il quale si consoliderà negli anni Settanta durante la militanza del sodalizio nel campionato nazionale di Serie D. Non si tratta di un gruppo ultras, ma di tifosi storici che si aggregano specialmente per le importanti trasferte che l'Unione Sportiva Orbetello compie durante la militanza in Serie D, soprattutto nel centro Italia ma anche in Sardegna e in Lombardia per la Coppa Italia.
Nella seconda metà degli anni Ottanta e fino ai primissimi anni Novanta, sulla scorta della crescente diffusione del fenomeno ultras in Italia, sorge un nuovo gruppo, l'Armata Biancoazzurra, anche conosciuta come ABA, che specialmente nelle partite casalinghe è solita organizzarsi con un grande bandierone biancoceleste in grado di coprire tutta la tribuna dello stadio "Ottorino Vezzosi".
In occasione della ricorrenza del centenario della nascita del calcio a Orbetello, tra il 2007 e il 2011 è attivo uno sparuto gruppo di sostenitori fedelissimi che prende il nome di Brigata Biancoceleste ed espone un proprio striscione accompagnato da bandiere, sia nelle partite casalinghe che nelle trasferte.
Nel 2015 un nucleo di giovani orbetellani torna a formare un gruppo organizzato, sistemandosi in un angolo sotto alle pittoresche mura spagnole, risalenti al Seicento, che cingono il campo sportivo per buona parte del suo perimetro. Da questo nucleo nel 2016 prende vita la Curva Nord Gigi Buscagnatti 1908 (CNGB), tutt'ora molto attivo e altrettanto numeroso per la categoria in cui milita il sodalizio, una tifoseria molto ben organizzata oggi nota oltre i confini della Toscana per la propria attività di sostegno alla squadra e alla tradizione biancoceleste e lagunare in generale, ma anche per la goliardia e lo spirito non violento. Il gruppo, pienamente identificato con la mentalità ultras, è intitolato alla memoria di Gigi Buscagnatti, nomignolo di Bruno Fortunati, storico massaggiatore e custode per quasi cinquant'anni, tra i primi anni Sessanta e la prima decade degli anni Duemila, quotidianamente presente al campo sportivo e autentica memoria della storia calcistica di Orbetello, un'icona eletta simbolo della curva e rappresentato in un grande bandierone che la CNGB porta sempre con sé anche in trasferta. Sono inoltre memorabili alcune coreografie allestite dalla CNGB sia in casa, sia in trasferta, assoluta specificità in riferimento alle categorie dilettantistiche nelle quali l'Orbetello milita da qualche decennio.
Le rivalità principali sono quelle con l'Argentario, società di Porto Santo Stefano, distante una decina di km da Orbetello, squadra contro la quale i lagunari danno vita al cosiddetto "derby della Costa d'Argento", oltre che con le squadre attive nelle frazioni comunali, come Fonteblanda e Atletico Maremma, sodalizio quest'ultimo nato nel 2020 dalla fusione di Albinia e San Donato. Tornando alla CNGB, il gruppo ultras lagunare ha stretto un gemellaggio con il gruppo di tifosi del Marciana Marina, squadra dell'Isola d'Elba, che non di rado si sono aggregati alla CNGB, come anche con i sostenitori del Tarquinia.